# 西内智洋
西内 智洋 （にしうち ともひろ）は、香川県高松市国分寺町出身のクラリネット奏者。東京芸術大学音楽学部楽器科卒業。

## 経歴
高松市立国分寺南部小学校、 高松市立国分寺中学校に通い、12歳でクラリネットを始める。高松第一高等学校音楽学科を経て上京、東京藝術大学音楽学部器楽科を卒業。 卒業後、ぱんだウィンドオーケストラの団員となり、多くの楽曲を演奏した。
普段は温厚で物静かな性格だが、 クラリネットを持つと迫力ある演奏を披露する。

## 音楽活動
クラリネット奏者として、石川幸司、石川孝司、山本正治、伊藤圭に師事し、 ヴェンツェル・フックスのマスタークラスを受講。 また、 室内楽を岡本正之、日髙剛、小畑喜明の各自に師事。第40回の東京藝術大学室内楽定期演奏会に選抜され出演。以後、第4回サンポートホール高松デビューリサイタル、 瀬戸フィル室内楽演奏会など、様々な演奏会に出演。
ぱんだウィンドオーケストラ所属時には、「ぱんだがお願い(2018年9月11日 )」というYouTube企画にて、 藤本茉奈美、 住本美帆、伊藤優里、日比彩湖らと共にチームDに入り、「プロが全力で吹奏楽あるあるをやってみた結果w【チームD】」に出演。この中では、吹奏楽部における「あるある20個弱」を自ら撮影・編集した映像で紹介している。この動画は2024年2月時点で66万再生され、コメントも1300件に及んだ。2019年秋にぱんだウィンドオーケストラを退団。
その後はYouTubeでの「UDON 楽アーティストリレー百花繚乱 カウントダウン9 西内智洋(クラリネット) コバーチュ/バッハへのオマージュ」という動画に単独で出演。現在は演奏会に出演する他、 教職員として吹奏楽部等の指導を行っている。

## 主な表彰
- 第50回全四国音楽コンクール木管部門本選 (2010年) 2位
- 第19回日本クラシック音楽コンクール木管部門全国本選 入選
- 第15回KOBE国際音楽コンクール (2015年) 奨励賞
- 第27回香川ジュニア音楽コンクール木管楽器部門 金賞
- 磐田市立磐田第一中学校吹奏楽部 東海大会 (2023年) 金賞[3]

## 配信中の演奏曲
Apple Musicにて、 前田優紀、須東裕基、吉野美香、西澤いずみ、後藤榛花、 村上あづみ、 福島広之らとの演奏曲を配信している。
- クラリネット・ラプソディ (cl.4重奏)
- クラリネットのためのカプリス (cl.4重奏)
- 朝のソナタ (cl.4重奏)
- バードウォッチング (cl.4重奏)
- スリー・ラテン・ダンス (cl.重奏)
- トリオ 変ロ長調(cl.3重奏)
- Delta (cl.3重奏)
- ドデカフォニック・エッセイ (cl.7(8) 重奏)
- リクディム (cl.8(9) 重奏)
- Juke (cl.8重奏)